# Rhynchonema megamphidium
Rhynchonema megamphidium är en rundmaskart. Rhynchonema megamphidium ingår i släktet Rhynchonema, och familjen Monhysteridae. Arten är reproducerande i Sverige.